# Pirot (stad)
Pirot (Servisch: Пирот) is een stad gelegen in het district Pirot in Centraal-Servië. In 2002 telde de stad 63.791 inwoners.

## Geboren
- Dragan Mladenović (1956), Servisch handballer